# Eudes III de Grandson
Pour les articles homonymes, voir Eudes III et Othon de Grandson.
Othon de Grandson est un ecclésiastique du XIVe siècle, cinquante-cinquième évêque de Toul, en 1306 sous le nom d'Eudes III, puis évêque de Bâle de 1306 à 1309.

## Biographie
Othon ou Eudes de Grandson est le fils de Jacques, seigneur de Grandson dans le canton de Vaud et neveu d'Otton de Grandson, un chevalier au service du roi Édouard Ier d'Angleterre.
Sa carrière ecclésiastique en Angleterre commence en Angleterre où il obtient plusieurs bénéfices à Mancetter, Pickill, Wilquinton et York. Puis il entre dans les ordres et devient chanoine à Autun et à Lausanne et prévôt du chapitre de Lausanne en 1304.
Il est nommé évêque de Toul en 1306. Il commença dans son diocèse par une proclamation fixant le prix de la monnaie, et réglant les combats dans la ville, ainsi que les droits du maire et les amendes. Peu après, les bourgeois de Toul s'allièrent à ceux de Metz et de Verdun et chassèrent Othon de Toul, mais ce dernier obtient la protection de Thiébaut II, duc de Lorraine, et reprit la ville. Mais, peu rassuré pour l'avenir, Othon préféra demander au pape un autre évêché, et Clément V le nomma à Bâle, sans consulter le chapitre et bien que le nouvel évêque ne parlât pas la langue allemande.
En raison de ses positions anti-Habsbourg, l'empereur Albert Ier refusa l'investiture de plusieurs fiefs attachés au diocèse. Il lui fallut attendre l'assassinat de l'empereur pour que le nouveau souverain, Henri VII de Luxembourg, lui accorde satisfaction.
Le roi l'envoie en ambassade auprès du pape en Avignon où il tombe malade. Il meurt entre le 26 et le 30 juillet 1309.